# Thomas Andrew Knight
 (juin 2019).
Si vous disposez d'ouvrages ou d'articles de référence ou si vous connaissez des sites web de qualité traitant du thème abordé ici, merci de compléter l'article en donnant les références utiles à sa vérifiabilité et en les liant à la section « Notes et références ».
Pour les articles homonymes, voir Knight.
Thomas Andrew Knight (né le 12 août 1759 à Ludlow et mort le 11 mai 1838) est un botaniste britannique.

## Biographie
Il est le fils de Thomas Knight. Il étudie au Balliol College d’Oxford. Il épouse Frances Felton en 1791. La médaille Knight est instituée en son honneur. Il devient membre de la Royal Society le 21 mars 1805.
Il est notamment l’auteur de A Treatise on the Culture of the Apple and Pear, On the Manufacture of Cider and Perry (1797), Pomona Herfordiensis (1811) ainsi que de nombreux articles qui lui valent de recevoir la médaille Copley en 1806.
Knight est à l’origine de nombreuses variétés de fruits et s’intéresse notamment au géotropisme.